# Komitet Przestrzennego Zagospodarowania Kraju PAN
Komitet Przestrzennego Zagospodarowania Kraju Polskiej Akademii Nauk (KPZK PAN) – jeden z komitetów problemowych Polskiej Akademii Nauk. Zadaniem Komitetu jest prowadzenie działalności naukowo-badawczej i konsultacyjnej w obrębie polityki regionalnej i polityki przestrzennego zagospodarowania kraju. Obejmuje ono integrację tych polityk z politykami spójności Unii Europejskiej oraz instytucjonalno-prawnymi aspektami planowania zintegrowanego w układach funkcjonalno-przestrzennych na poziomie europejskim, krajowym i regionalnym. Działalność Komitetu obejmuje przygotowywanie ekspertyz, ocen i opinii naukowych dla organów administracji państwowej odpowiedzialnych za europejską politykę spójności, planowanie zagospodarowania przestrzennego, politykę regionalną i miejską, rozwój obszarów wiejskich, ochronę środowiska i infrastrukturę. Prace Komitetu ukierunkowane są także na nawiązywanie długofalowej współpracy z wybranymi instytucjami administracji publicznej.

## Historia
Komitet został powołany 23 września 1958. Pierwszym Przewodniczącym Komitetu był prof. Stanisław Leszczycki (1958–1983; w latach 1984–1996 – Honorowy Przewodniczący), a następnymi: prof. Kazimierz Dziewoński (1984–1989; w latach 1990–1994 – Honorowy Przewodniczący), prof. Ryszard Domański (1990–1998, 2008–2021 – Honorowy Przewodniczący), prof. Jerzy Kołodziejski (1999 –2001), prof. Tadeusz Markowski (2001–2018, od 2023  Honorowy Przewodniczący) i prof. Tomasz Komornicki od 2019. Istotną rolę w działaniach na rzecz powołania KPZK PAN odegrał jego pierwszy sekretarz naukowy – prof. Antoni Kukliński.

## Aktualny Skład Komitetu[3]
- prof. Paweł Churski
- dr hab. Dorota Ciołek
- dr hab. Adam Drobniak
- dr hab. Dominik Drzazga
- prof. Wanda Gaczek
- prof. Krystian Heffner
- dr Andrzej Jakubowski
- dr hab. Krzysztof Janc
- prof. Wioletta Kamińska
- prof. Andrzej Klasik
- dr Arkadiusz Kołoś
- prof. Tomasz Komornicki (przewodniczący)
- prof. Tadeusz Kudłacz(inne języki)
- dr Paulina Legutko-Kobus(inne języki)
- dr hab. Piotr Lityński
- prof. Piotr Lorens
- prof. Tadeusz Markowski
- dr Radomir Matczak
- prof. Andrzej Miszczuk
- dr hab. Maciej Nowak
- dr hab. Aleksandra Nowakowska
- prof. Aleksander Noworól
- dr Artur Ochojski
- dr hab. Agnieszka Olechnicka
- Marta Oryl
- Dominika Rogalińska
- dr Agnieszka Rzeńca
- prof. Iwona Sagan
- dr hab. Monika Stanny
- Barbara Szejgiec-Kolenda
- prof. Jacek Szlachta
- prof. Barbara Szulczewska
- prof. Przemysław Śleszyński
- prof. Janusz Zaleski
- prof. Jacek Zaucha
- prof. Piotr Korcelli